# Fripp & Eno
Fripp & Eno – brytyjski duet, istniejący w latach 1973–1979, wykonujący muzykę ambient i elektroniczną.
Sklasyfikowany przez magazyn Rolling Stone na 17. miejscu na liście największych duetów wszech czasów.

## Historia i twórczość
We wrześniu 1972 roku Brian Eno zaprosił do swego domowego studia Roberta Frippa, aby zademonstrować mu urządzenie zbudowane na bazie dwóch magnetofonów Revox 77, które były sprzężone z instrumentem muzycznym i odtwarzały z pewnym opóźnieniem dowolnie zagrane dźwięki, powtarzając je cyklicznie, za każdym razem coraz ciszej. Takie rozwiązanie umożliwiało stworzenie z kilku prostych dźwięków kompozycji o zagęszczonej fakturze motywów i wątków. Muzycy zrealizowali wówczas kompozycję „Heavenly Music Corporation”, która została zachowana w domowym archiwum jednego z nich. W 1973 roku Robert Fripp i Brian Eno spotkali się ponownie, aby nagrać wspólny album, (No Pussyfooting). Zawierał on tylko dwa utwory: wspomniany już „Heavenly Music Corporation” i „Swastika Girls”. Pierwszy z nich bazował na brzmieniu gitary i syntezatora splatającymi się ze sobą i tworzącymi powoli rozwijający się pejzaż dźwiękowy, zakończony niskim, agresywnym sprzężeniem zwrotnym w wykonaniu Frippa. Drugi utwór, zbudowany z wielu różnorodnych, niepowiązanych ze sobą dźwięków jest kompozycją pozbawioną wyraźnej formy i struktury. Album ma charakter eksperymentalny. Artyści przedstawili muzykę o charakterze medytacyjnym, opartą na powtórzeniach i nieznacznych modyfikacjach, nawiązującą do twórczości Terry’ego Rileya. W efekcie spotkania z Brianem Eno Robert Fripp zafascynował się zbudowanym przez niego urządzeniem, nazwanym za jego zgodą frippertronics i zaczął stosować je w swojej twórczości, początkowo w niewielkim zakresie, ale później, po roku 1977 już jako jej najważniejszy element. W 1975 roku duet wydał album, Evening Star, którego pierwszą stronę wypełniło kilka nastrojowych, dźwięcznych utworów, a drugą – 28-minutowy utwór „An Index of Metals”, zbudowany z narastających eterycznych brzmień gitary, fortepianu i syntezatora. Kolejny wspólny album, The Equatorial Stars, muzycy nagrali dopiero 2004 roku.

## Skład
- Robert Fripp – gitara, frippertronics
- Brian Eno – instrumenty klawiszowe, magnetofon Revox 77

## Dyskografia
Zestawienie na podstawie materiału źródłowego:

### Albumy studyjne
- 1973 – (No Pussyfooting)
- 1975 – Evening Star
- 2004 – The Equatorial Stars
- 2007 – Beyond Even (1992–2006)

### Albumy koncertowe
- 2011 – May 28, 1975 Olympia, Paris, France

### Albumy kompilacyjne
- 1981 – (No Pussyfooting)/Evening Star (kaseta magnetofonowa)
- 1994 – The Essential Fripp and Eno